# Manuel Quintana
Manuel A. Quintana y Sáenz de Gaona (Buenos Aires, 18 ottobre 1835 – Buenos Aires, 12 marzo 1906) è stato un politico e avvocato argentino, Presidente dell'Argentina dal 12 ottobre 1904 alla sua morte.

## Carriera politica
Avvocato, conservatore, esperto di diritto internazionale, rappresentò l'Argentina in molte conferenze internazionali. Deputato dal 1861, senatore dal 1870, fu ministro dell'Interno nel 1892 e nel biennio 1893 - 1894; in tale veste dovette affrontare i primi moti operai e anti - oligarchici. Il 12 ottobre 1904 fu eletto Presidente dell'Argentina in opposizione ai radicali, morendo però il 12 marzo 1906 durante il suo mandato.